# Opasanjek
Opasanjek – wieś w Chorwacji, w żupanii krapińsko-zagorskiej, w gminie Zlatar-Bistrica. W 2011 roku liczyła 90 mieszkańców.